# Лікоріс
Лікоріс (Lycoris, з гр. — «сутінки») — багаторічна рослина родини амарилісових. Ареал — країни Сходу: Японія, Корея, Китай.

## Опис
Перші паростки з листочками з'являються ранньою весною і нагадують нарциси. В середині літа листя відмирає. На початку вересня з'являються стебла висотою 35-40 см. На одному стеблі може бути 3-6 квіток. Розташовані вони на подобі вінку. Квітки лійчасті з 6 пелюстками і 6 тичинками. Цвіте лікоріс 10-12 днів. Буває червоний, білий, рожевий і жовтий.

## У культурі
Одна з найвідоміших китайських легенд розповідає про двох природних духів Манджу і Сага, які опікувалися різними частинами однієї рослини. Манжу — дбав про квіти, а Сага був хранителем листків. Одного разу вони вирішили зустрітися і заради цієї зустрічі знехтували своїми обов'язками. Вони полюбили один одного з першого погляду. Але за те, що вони вчинили всупереч своєму призначенню, Бог прокляв їх — розділив квіти і листя: коли розпускаються квіти, листя опадає; а до того часу, як виростають листя, в'януть квіти. Цю квітку назвали Мунджісага, в пам'ять про двох закоханих, які ніколи більше не побачать один одного знову.
Інші назви даної рослини: shibito-bana — «квітка померлих»; yuurei-bana — «квітка примар»; tengai-bana — «квітка, яка схожа на тенгай» (прикраса купола буддистського храму); yome no kanzashi — «квітка, яка схожа на канзаши (традиційна шпилька) нареченої»; doku-bana — «отруйна квітка»; manjushage (на санскриті — manjusaka) — «небесна квітка» (в буддистських сутрах є згадка про падаючих з неба червоних квітках, що приносять радість); jigoku-bana — «пекельна квітка»; kamisori-bana — «квітка-бритва»; kizune-bana — «лисяча квітка».

## Види
Рід нараховує 10-22 види.
Найпопулярніші види лікорісу:
- Лікоріс променистий (Lycoris radiata): рослина висотою до 60 см. Листя вузькі, 7-15 см завдовжки, 4-7 мм шириною. На стеблі утворюється 5-7 яскраво червоних квіток. Пелюстки вузькі, близько 1,5 см шириною, загнуті назад. Тичинки дуже довгі — до 20 см. Від цього цей вид лікоріса отримав назву «червоний павук».

- Лікоріс криваво-червоний (Lycoris sanguinea): рослина висотою до 45 см. Листя вузькі, що не більше 1,5 см шириною. На стеблі утворюється від 4-6 червоних квіток. Діаметр квіток близько 5 см.

- Лікоріс лускатий (Lycoris squamigerum): рослина висотою до 60 см. Цибулина не крупна, близько 5 см у діаметрі. Листків зазвичай 5-6, завдовжки близько 30 см, шириною близько 2,5 см. Листя пряме, тонке, сірувато-зелене. На стеблі утворюється 6-8 блакитно-рожевих квіток з приємним ароматом. Оцвітина воронковидної форми, діаметром 7,5 см. Квіти тримаються розквітлими близько 5 днів.

## Цікаві факти
Щороку помилуватися квітками цієї рослини з'їжджаються японці на традиційний «ханасампо».